# Aillon-le-Jeune
Aillon-le-Jeune è un comune francese di 461 abitanti situato nel dipartimento della Savoia della regione dell'Alvernia-Rodano-Alpi.

## Società

### Evoluzione demografica
Abitanti censiti